# Jules Oppert
Jules (Julius) Oppert (Amburgo, 1825 – Parigi, 1905) è stato un archeologo tedesco naturalizzato francese.
Autore di importanti studi sugli Assiri e sulla scrittura cuneiforme, è considerato uno dei fondatori dell'assiriologia.

## Biografia
Dopo aver studiato nelle università di Heidelberg, Bonn e Berlino, si laureò a Kiel nel 1847, e l'anno successivo si recò in Francia, dove fu insegnante di tedesco a Laval e Reims. Nel tempo libero si dava agli studi orientali, in cui aveva fatto grandi progressi in Germania.
Nel 1851 entrò a far parte della missione archeologica francese in Mesopotamia e nella Media con a capo Fulgence Fresnel. Al suo ritorno si occupò di analizzare i risultati della spedizione, con particolare attenzione alle iscrizioni cuneiformi che aveva raccolto.
Nel 1855 pubblicò Écriture Anarienne, in cui avanzò la teoria secondo la quale la lingua parlata in origine in Assiria fosse turanica (relativo al turco e al mongolo), piuttosto che ariana o di origine semitica, e che i parlanti di tale lingua avessero inventato il sistema di scrittura cuneiforme.
Nel 1856 pubblicò Chronologie des Assyriens et des Babyloniens e nel maggio dello stesso anno fu naturalizzato francese per decreto, in riconoscimento dei suoi servizi.
Nel 1857 fu nominato professore di sanscrito e filologia comparata alla scuola di lingue connessa con la Biblioteca nazionale di Francia e in questo ruolo produsse la sua Grammaire Sanscrite (1859). Ma la sua attenzione si volgeva principalmente verso soggetti assiri e affini. Il suo resoconto della missione Fresnel ed i risultati dei suoi studi furono pubblicati con il titolo di Expédition Scientifique en Mésopotamie (1859-1863), con il secondo volume intitolato Déchiffrement des inscriptions cunéiformes.
Nel 1865 pubblicò una storia dell'Assiria e della Caldea (Histoire des Empires de Chaldée et d'Assyrie) nel contesto delle nuove scoperte archeologiche. La sua grammatica assira, Éléments de la grammaire assyrienne, fu pubblicata nel 1868. Nel 1869 fu nominato professore di filologia assira e archeologia presso il Collège de France. Nel 1876 iniziò a concentrarsi sui Medi e sul loro linguaggio, pubblicando i risultati degli studi in Le Peuple et la langue des Mèdes (1879). Nel 1881 fu ammesso alla Académie des inscriptions et belles-lettres e nel 1890 ne fu eletto presidente. Fu decorato con la Legion d'Onore.
Quando, nella seconda metà dell'Ottocento, diversi autori cominciarono ad intuire che dietro la messa a punto della scrittura cuneiforme vi fosse una popolazione non semitica, fu Oppert che, in una lezione tenuta nel 1869 alla sezione etnografica e storica della Société française de numismatique et d'archéologie, attribuì a questa popolazione l'appellativo di "Sumeri" e ciò sulla base del titolo regale "Re di Sumer e Akkad". Oppert sostenne anche che la lingua sumera andava apparentata al turco, al finlandese e all'ungherese.
Morì a Parigi il 21 agosto 1905.